# Mario Moretti Polegato

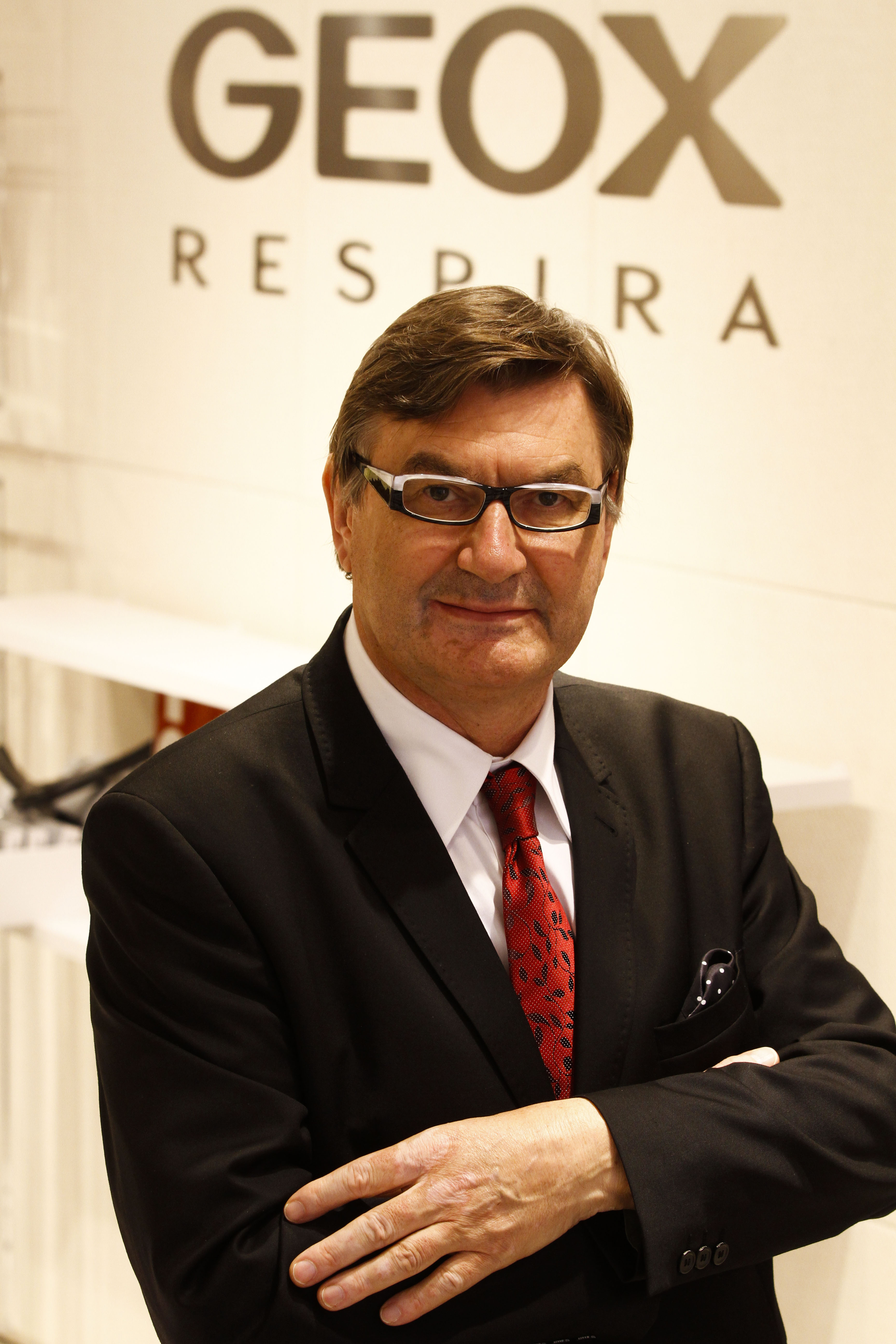
Mario Moretti Polegato, Presidente e fondatore di Geox Gruppo (2013).

Mario Moretti Polegato (Ciano del Montello, 16 agosto 1952) è un imprenditore italiano, attivo nel settore delle calzature tramite l'azienda Geox da lui fondata e presieduta. Il suo patrimonio personale secondo Forbes è stimato in circa 1,8 miliardi di dollari: questo lo rende il 17º uomo più ricco d'Italia, ed è al numero 831 della classifica degli uomini più ricchi del mondo.

## Biografia
Nasce a Crocetta del Montello, in una famiglia di imprenditori attivi nel settore agricolo e vitivinicolo da generazioni a gestione dell’Astoria fondata dal nonno e portata avanti dai figli tra cui Vittorino, Delia, Annamaria, Divo, Antonietta e Ida Polegato.
Dopo gli studi in gioventù presso l'Istituto Cavanis "Collegio Canova" di Possagno, sulle orme dell'attività di famiglia intraprende e termina gli studi da enologo. Si dedica inizialmente alle attività di famiglia, poi, a metà degli anni Novanta, brevetta il marchio Geox, frutto di una fortunata intuizione datata 1992 e reso possibile grazie ad una membrana microporosa utilizzata dalla NASA. Fonda l'azienda con 5 dipendenti dopo avere inutilmente presentato il prototipo della "scarpa che respira" alle maggiori imprese del settore.
Ha chiesto di ereditare, ottenendolo per decreto, il cognome della madre, Amalia Moretti.
Ha ottenuto numerosi riconoscimenti, come quello di Cavaliere al Merito dell'Ordine Nazionale dal Presidente Rumeno nel 2000. Nel 2002 è stato nominato Imprenditore dell'anno, titolo conferitogli da Ernst, e l'anno seguente Miglior Imprenditore italiano nel mondo, sempre da Ernst & Young Global. Nel 2005 gli viene conferito dal Presidente Carlo Azeglio Ciampi il titolo di Cavaliere del Lavoro della Repubblica Italiana, mentre nel 2006 dal Presidente Giorgio Napolitano viene insignito del titolo di Grande Ufficiale della Repubblica. Nel 2010 ha ricevuto lo European Business Leader Award (Ebla) per la categoria Innovatore dell'anno. Nel 2015 gli è stato conferito, presso la Camera dei Deputati, il Premio America della Fondazione Italia USA.
Ricopre la carica diplomatica di Console Generale Onorario di Romania per il Nord Est d'Italia dal 1997, è membro del Consiglio Direttivo Confederale di Confindustria (Confederazione Generale dell'Industria Italiana) e dedica parte del suo tempo all'insegnamento della “Proprietà Intellettuale” facendo lezione a studenti e a giovani imprenditori nei principali atenei italiani ed europei. Fa parte inoltre del Consiglio dell'Università "Luigi Bocconi" di Milano.

## Il gruppo
Mario Moretti Polegato ricopre la carica di presidente del Gruppo Geox da lui fondato.
Nel 2004 ha quotato la sua azienda in borsa, sulla piazza di Milano.
Nel 2009 acquisisce, attraverso la finanziaria di famiglia che con quasi il 71% è anche azionista di riferimento della Geox, la Diadora, facendola poi gestire dal figlio Enrico con lo scopo di rilanciare la nota azienda e sfidare Nike e Adidas.
Nel 2016 la finanziaria di famiglia, la Lir, controllata per l'85% da Mario Moretti Polegato e per il 15% dal figlio Enrico, ha per la prima volta registrato un fatturato superiore al miliardo di euro con un utile netto di 10,2 milioni.

## Onorificenze

### Onorificenze straniere
- Nel 2000 in Romania è stato nominato Cavaliere al Merito dell'Ordine Nazionale dal Presidente rumeno.

### Riconoscimenti
- Imprenditore dell'anno 2002 conferito da Ernst, Borsa Italiana ed Il Sole 24 Ore.
- Miglior Imprenditore Italiano nel mondo conferito da Ernst & Young Global nel 2003.
- Laurea honoris causa dall'Università Ca' Foscari di Venezia e dall'Università di Banatului, Timisoara, in Romania.
- Master Honoris Causa dall'Università degli Studi di Verona.
- Master Honoris Causa dalla Fondazione CUOA.